# Elżbieta kujawska
Elżbieta kujawska (ur. ok. 1315/1323, zm. po 1347) – księżniczka gniewkowska z dynastii Piastów, żona bana Bośni Stefana II, matka Elżbiety Bośniaczki.

## Życiorys
Elżbieta była jedyną znaną z imienia córką księcia gniewkowskiego Kazimierza III i nieznanej z pochodzenia i imienia kobiety. Jej młodszym bratem był Władysław Biały.
Została żoną bana Bośni Stefana II. Kronikarz Janko z Czarnkowa zaświadcza, że do małżeństwa doprowadziła królowa Elżbieta, żona Karola Roberta. Zrodzona z tego związku córka, Elżbieta, w 1353 r. została drugą żoną, króla Węgier, Ludwika. Jej wnuczkami były urodzone w latach 60. i 70. XIV w. trzy lub cztery córki węgierskiego monarchy, m.in. Maria i Jadwiga.